# Hilfeleistungsfahrzeug
Das Hilfeleistungsfahrzeug (kurz: HLF) ist ein in Niederösterreich und in der Steiermark für Freiwillige Feuerwehren vorgesehenes taktisches Löschfahrzeug. Es ist nicht mit dem in zwei Berufsfeuerwehren vorhandenen Hilfeleistungslöschfahrzeug identisch.
2011 wurden diese Fahrzeuge erstmals im Landesfeuerwehrverband (LFV) Niederösterreich eingeführt. Kurz darauf folgte auch die Steiermark nach.

## Aufgaben
Die Aufgaben sind in den zwei Bundesländern verschieden. In Niederösterreich gibt es vier verschiedene Typen mit verschiedenen Ausstattungen und Aufgaben. In der Steiermark sind fünf verschiedene HLFs vorgesehen.

## Geschichte
2011 wurden diese Fahrzeuge erstmals im Landesfeuerwehrverband Niederösterreich eingeführt. Kurz darauf folgte die Einführung in der Steiermark.

## Technik - Hilfeleistungsfahrzeuge in Niederösterreich
Niederösterreich verfügt über vier Typen von HLF 1 bis HLF 4 sowie das HLF 1W. Das HLF 1W stellt dabei ein HLF 1 mit Wassertank von 300 bis 800 Liter an Bord dar.
Die neuen Fahrzeugstufen lösten folgende bisherigen Typen ab:
- KLF
- LF
- TLF
- RLF
- GTLF

## Technik - Hilfeleistungsfahrzeuge in  der Steiermark
In der Steiermark gibt es fünf Typen von HLF bis HLF 4. Die Anforderungen für diese wurden seit der Einführung mehrmals durch Änderung der entsprechenden Richtlinien des LFV angepasst.

### Hilfeleistungsfahrzeug
Das Basisfahrzeug Hilfeleistungsfahrzeug mit der taktischen Bezeichnung „HLF“ ist ein Feuerwehrfahrzeug mit einer höchsten zulässigen Gesamtmasse von maximal 11.000 kg und beinhaltet eine Grundausrüstung zur Bewältigung von kleineren Brandeinsätzen sowie für kleine bis mittlere technische Hilfeleistungen.
Aufgrund der zur Verfügung stehenden Fahrgestelle ist es möglich, das Fahrzeug auf einem Rahmenfahrgestell aufzubauen oder es als Kastenwagenausbau herzustellen.
Es kann in drei Ausführungsvarianten gestaltet werden:
Ausführungsvariante 1: ≤ 11.000 kg
Ausführungsvariante 2: ≤ 7.500 kg
Ausführungsvariante 3: ≤ 5.500 kg
Weitere Ausstattungsmerkmale des „HLF“:
- Atemschutzausrüstung
- Löschanlage mit min. 200 Liter Löschwassertank
- 1 Schnellangriffseinrichtung
- Tragbarer Stromerzeuger
- technische Grundausrüstung

#### Variante 7,5 Tonnen
Es ist möglich, das Fahrzeug auf eine Gesamtmasse von 7,5 Tonnen auszurichten, dabei gilt zusätzlich folgendes:
- Höchst zulässige Gesamtmasse: 7,5t
- Löschwassertank: mindestens 500 l

#### Variante 11 Tonnen
Es ist möglich, das Fahrzeug auf eine Gesamtmasse von 11 Tonnen auszurichten, dabei gilt zusätzlich folgendes:
- Höchst zulässige Gesamtmasse: 11t
- Löschwassertank: mindestens 800 l

### Hilfeleistungsfahrzeug 1
Beim  „HLF  1“  ist  das  Fahrzeug  mit  einem  Löschwassertank  von  mind.  1000 l (In Ausnahmefällen 800 l)  ausgestattet.  Die  vorhandene Einbaupumpe ist als Feuerlöschkreiselpumpe nach ÖNORM EN 1028 (komb. Normal- und Hochdruckpumpe oder  nur  Normaldruckpumpe)  ausgeführt.  Alternativ  ist  es  auch  möglich,  dass  eine  im  Heck  gelagerte Tragkraftspritze die Einbaupumpe ersetzt. Der Fahrzeugaufbau besteht aus 1 – 3 seitlichen Geräteräumen und einem heckseitigen Pumpenraum.
Weitere Ausstattungsmerkmale des „HLF 1“:
- Atemschutzausrüstung
- Schnellangriffseinrichtung – Mindestschlauchlänge 30 m
- Tragbarer Stromerzeuger: Leistung mind. 10 kVA
- Lichtmast
- Ausrüstung für technische Hilfeleistungen

Zusatz LB:
Das „HLF 1 – LB“ (mit Lösch- und Bergeausrüstung) ist vorwiegend für die Löschwasserförderung sowie zur
Bewältigung  von  kleinen  bis  mittleren  technischen  Hilfeleistungen  ausgestattet. Dabei kann die Einbaupumpe komplett wegfallen, allerdings ist eine Tragkraftspritze Pflicht. Optional besteht auch die Möglichkeit, den heckseitigen Geräteraum des Fahrzeugaufbaues als Laderaum für einen Standardrollcontainer mit entsprechender Entnahmemöglichkeit auszuführen.
Die Ausstattungsmerkmale des „HLF 1 – LB“:
- Höchste zulässige Gesamtmasse: 14 t
- Besatzung 1:5 - 1:8
- Atemschutzausrüstung
- Stromerzeuger: Leistung mind. 10 kVA
- Lichtmast
- Ausrüstung für technische Hilfeleistungen (Greifzug, Hebekissen, Tauchpumpe, Strompaket, ...)
- Ausrüstung für Wasserbezug (Tragkraftspritze mindestens PFPN10-750, Saugausrüstung)

Optionale Ausstattung:
- Löschanlage mit Schnellangriffseinrichtung
- Be- und Entladesystem für Standardrollcontainer
- 1 Stk. Standardrollcontainer
- Hydraulisches Rettungsgerät
- Seilwinde (ab Gewichtsklasse M = ≥ 7,5 t)

### Hilfeleistungsfahrzeug 2
Beim „HLF 2“ ist das Fahrzeug mit einem Löschwassertank von mind. 2.000 l ausgestattet. Die Einbaupumpe
ist  als  Feuerlöschkreiselpumpe  nach  ÖNORM  EN  1028  (kombinierte  Normal-  und  Hochdruckpumpe  oder nur Normaldruckpumpe) ausgeführt. Der Fahrzeugaufbau besteht aus 1-3 seitlichen Geräteräumen und einem heckseitigen Pumpenraum.
Weitere Ausstattungsmerkmale des „HLF 2“:
- Atemschutzausrüstung
- Schnellangriffseinrichtung – Mindestschlauchlänge 40 m
- Tragbarer Stromerzeuger: Leistung mindestens 10 kVA
- Lichtmast
- Ausrüstung für technische Hilfeleistungen (Tauchpumpe, Strompaket...)

Optionale Ausstattung:
- Wasserwerfer
- Hydraulisches Rettungsgerät
- Seilwinde

Zusatz LB:
Das „HLF 2 – LB“ findet sich in der der aktuellen Fahrzeugausstattungsrichtlinie des LFV Steiermark nicht mehr. Es wurden nur wenige Stückzahlen gebaut.
Das „HLF 2 – LB“ ist ein Fahrzeug, welches für die Löschwasserförderung, zur Bewältigung von technischen
Hilfeleistungen und mit einem Löschwassertank von mind. 1000 l ausgestattet ist. Die Fahrzeugeinbaupumpe
ist  als  Feuerlöschkreiselpumpe  nach  ÖNORM  EN  1028-1  auszuführen.  Eine  Ansaugvorrichtung  bei  der Fahrzeugeinbaupumpe ist nicht erforderlich. Der  Geräteraumaufbau  besteht  aus  1-3  seitlichen  Geräteräumen  sowie  aus  einem  im  Heck  befindlichen Laderaum  für  mind.  2  Standardrollcontainer.  Der  Abschluss  des  Laderaumes  hat  mit  einer  hydraulischen Ladebordwand zu erfolgen. Es nimmt eine Besatzung von mind. 1:6 bis hin zu einer Gruppenbesatzung von 1:8 auf.
Die Ausstattungsmerkmale des „HLF 2 – LB“:
- Höchste zulässige Gesamtmasse: 16 t
- Besatzung 1:6 - 1:8
- Atemschutzausrüstung
- Löschwassertank mindestens 500 l
- Fahrzeugeinbaupumpe (Feuerlöschkreiselpumpe)
- Schnellangriffseinrichtung – Mindestschlauchlänge 30 m
- Stromerzeuger: Leistung mindestens 10 kVA
- Lichtmast
- Ausrüstung für technische Hilfeleistungen (Greifzug, Hebekissen, Tauchpumpe, Strompaket...)
- Ausrüstung für Wasserbezug (Tragkraftspritze, Saugausrüstung)
- Hydraulische Ladebordwand
- Lagerungsmöglichkeit von mindestens 2 Stk. Standardrollcontainer

Optionale Ausstattung:
- Hydraulisches Rettungsgerät
- Seilwinde

### Hilfeleistungsfahrzeug 3
Das  Standardfahrzeug  Hilfeleistungsfahrzeug   3   mit   der   taktischen   Bezeichnung      „HLF   3“ beinhaltet  eine Ausrüstung zur Bewältigung von Brandeinsätzen sowie für technische Hilfeleistungen.  Der  Geräteraumaufbau  besteht  aus  3  seitlichen  Geräteräumen  sowie  aus  einem  im  Heck  befindlichen Pumpenraum. Der Abschluss des Pumpenraumes hat mit einer Heckklappe zu erfolgen.
Weitere Ausstattungsmerkmale des „HLF 3“:
- Atemschutzausrüstung
- Schnellangriffseinrichtung – Mindestschlauchlänge 50 m
- Kombinierter Wasser- und Schaumwerfer
- Stromerzeuger: Leistung mindestens 10 kVA
- Lichtmast
- Ausrüstung für technische Hilfeleistungen (Greifzug, Hebekissen, Tauchpumpe, Strompaket...)
- Hydraulischer Rettungssatz
- Seilwinde nach ÖBFV Richtlinie GA 05

### Stützpunktfahrzeug Hilfeleistungsfahrzeug 4
Das Stützpunktfahrzeug Hilfeleistungsfahrzeug 4 mit der taktischen Bezeichnung  „HLF 4“ ist ein 2-achsiges Feuerwehrfahrzeug mit einer maximalen Gesamtmasse min. 16.000 kg und beinhaltet eine Ausrüstung zur Bewältigung von größeren Brandeinsätzen sowie für technische Hilfeleistungen. Es nimmt eine Besatzung von mind. 1:6 bis zu einer Gruppenbesatzung 1:8 auf. Eine   Trupp   -   Besatzung   von   1:2   ist   als   Stützpunktfahrzeug   dann   zulässig, wenn   ein   zweites löschwasserführendes Fahrzeug (mind. 2.000 Liter, Besatzung 1:6) bereits bei der Feuerwehr vorhanden ist. Der  Geräteraumaufbau  besteht  aus  3  seitlichen  Geräteräumen  sowie  aus  einem  im  Heck  befindlichen Pumpenraum. Der Abschluss des Pumpenraumes hat mit einer Heckklappe zu erfolgen. Das  Fahrzeug  kann  bei  Feuerwehren  ab  der  Kategorie 5  oder  als  Stützpunktfahrzeug  bei einer  Feuerwehr für einen Feuerwehrabschnitt  stationiert werden.
Weitere Ausstattungsmerkmale des „HLF 4“:
- Atemschutzausrüstung
- Schnellangriffseinrichtung – Mindestschlauchlänge 50 m
- Kombinierter Wasser- und Schaumwerfer
- Stromerzeuger: Leistung mind. 10 kVA
- Lichtmast
- Ausrüstung für technische Hilfeleistungen (Greifzug, Hebekissen, Tauchpumpe, Strompaket...)

Optionale Ausstattung
- Hydraulischer Rettungssatz
- Seilwinde